# Gooise Meren

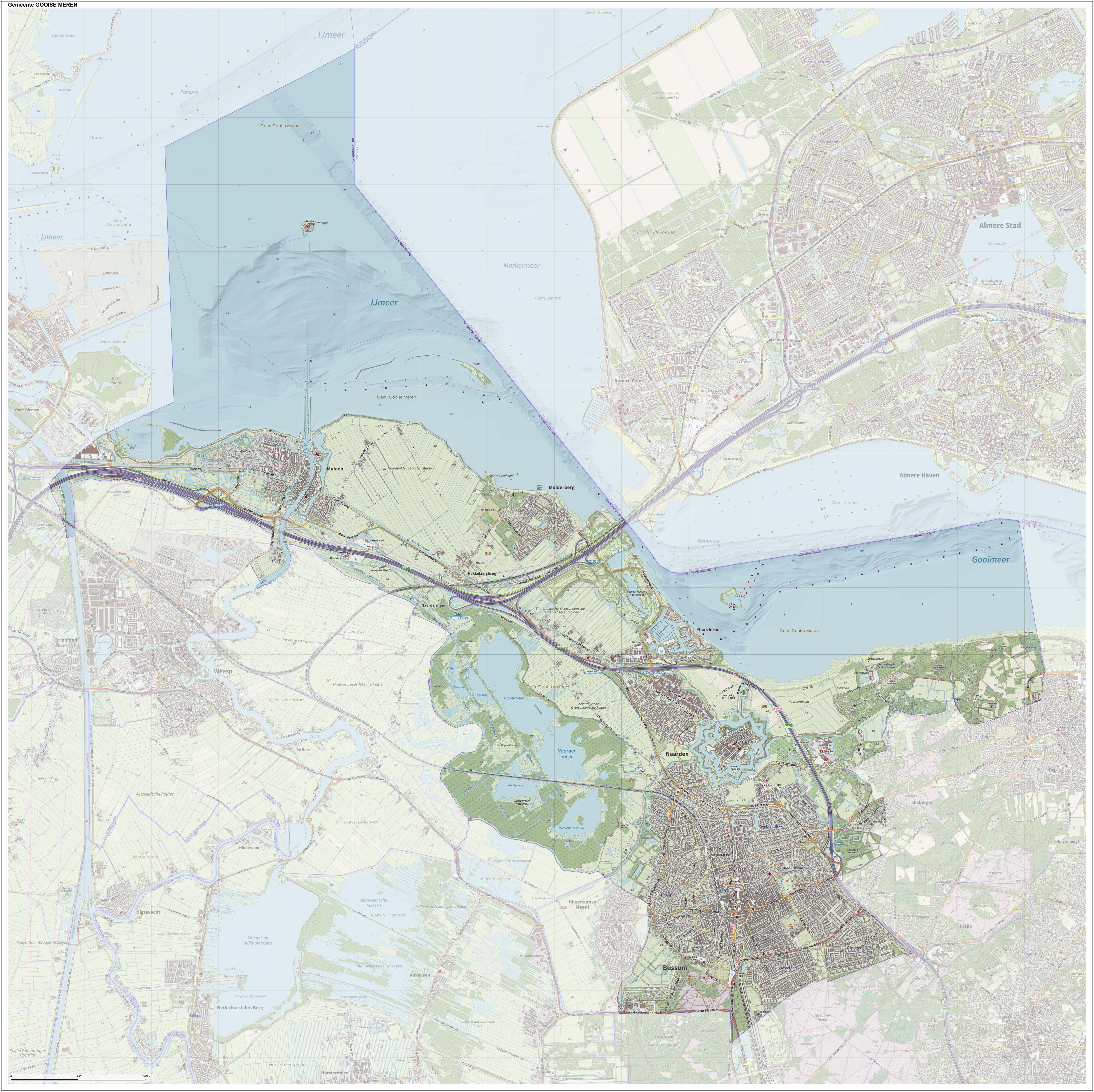
Karta över kommunen.

Gooise Meren är en kommun i provinsen Noord-Holland i Nederländerna, belägen mellan Amsterdam och Hilversum. Den har 57 171 invånare (2017) och en yta på 77 km². 
Kommunen bildades 2016 när de tidigare kommunerna Bussum, Muiden och Naarden slogs samman. De östra (omkring Naarden) och södra (omkring Bussum) delarna av kommunen ligger i området Het Gooi. Västra delen ligger i ett område som kallas Vechtstreek. Den gränsar till Gooimeer.

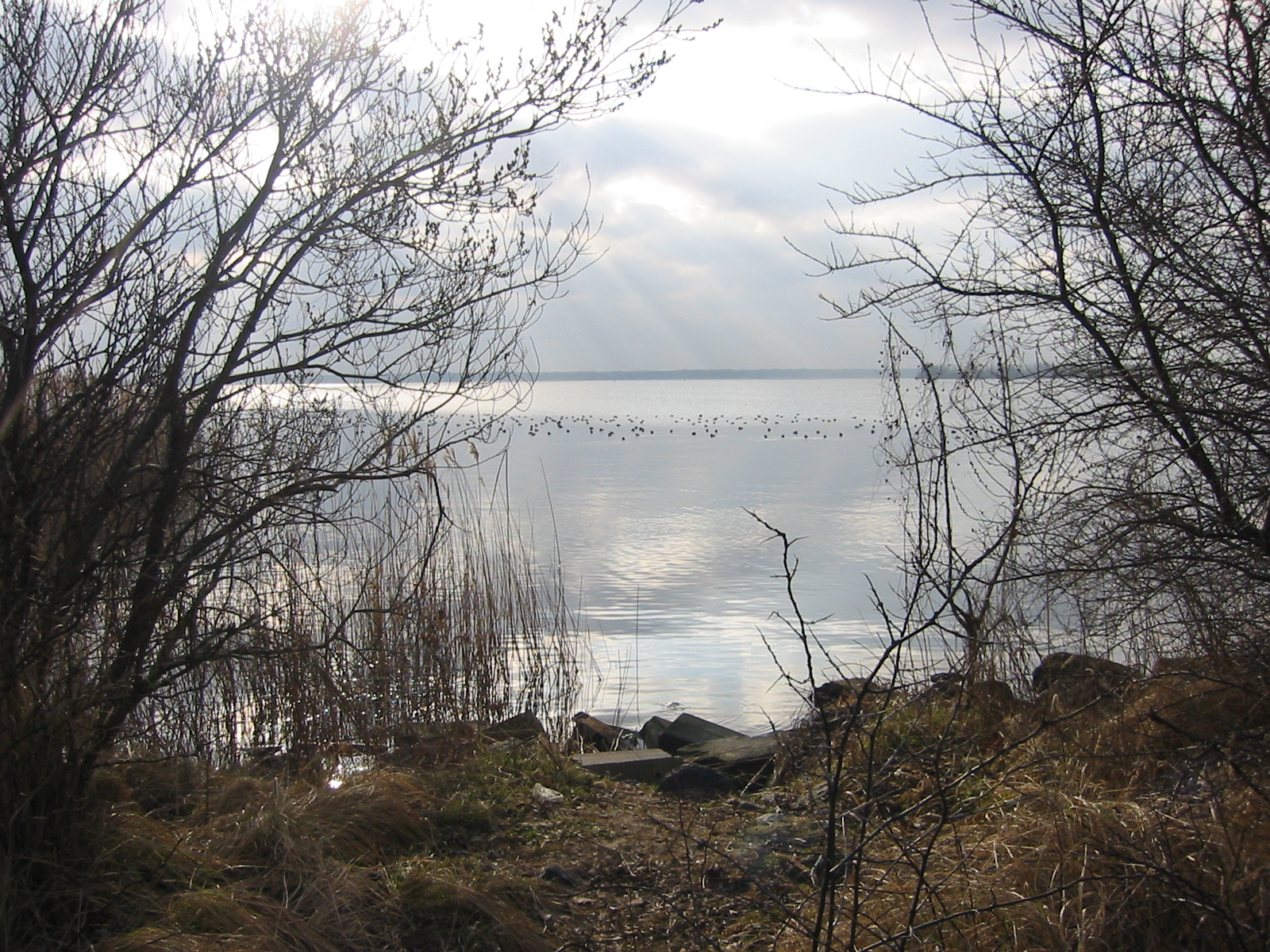
Gooimeer.